# Tennis Napoli Cup 1997
Il Tennis Napoli Cup 1997 è stato un torneo di tennis facente parte della categoria ATP Challenger Series nell'ambito dell'ATP Challenger Series 1997. Il torneo si è giocato a Napoli in Italia dal 7 13 al aprile 1997 su campi in terra rossa.

## Vincitori

### Singolare
Dinu Pescariu ha battuto in finale  Oliver Gross con il punteggio di 6–4, 6–2

### Doppio
Aleksandar Kitinov /  Tom Vanhoudt hanno battuto in finale  Tomás Carbonell /  Francisco Roig con il punteggio di 7–6, 6–4